# Мухаммад-кади Акушинский
Мухаммад-кади также Магомед-кади или Мамед-кадий — дагестанский военно-политический деятельно XIX века. Кадий Акуша-Дарго, участник Кавказской войны, наиб имама Шамиля в Акуше. Учёный и общественный деятель.
До 1819 был настроен против Российской империи, но был смещён с должности генералом Ермоловым. После возвращения к власти в 1827 году придерживался пророссийского нейтралитета вплоть до восстания в 1843 году, после которого Акуша-Дарго вошло в состав Имамата Шамиля.

## Биография
Мухаммад был сыном или племянником прошлого акушинского кадия Абакар-хаджи.
После гибели Абакара-хаджи кадием Акуша-Дарго стал Зухум, но тот вскоре добровольно отказался от титула в пользу сына Абакара — Мухаммада.
Мухаммад-кади участвовал в качестве одного из руководителей повстанческого движения в битве у Башлы.
В 1819 году из-за широкой антироссийской деятельности и пособничества акушинцев Шейх-Али-хану Александр Ермолов совершает поход в Акушу, следствием которого стали смещение с должности Мухаммада и обратное назначение Зухума.

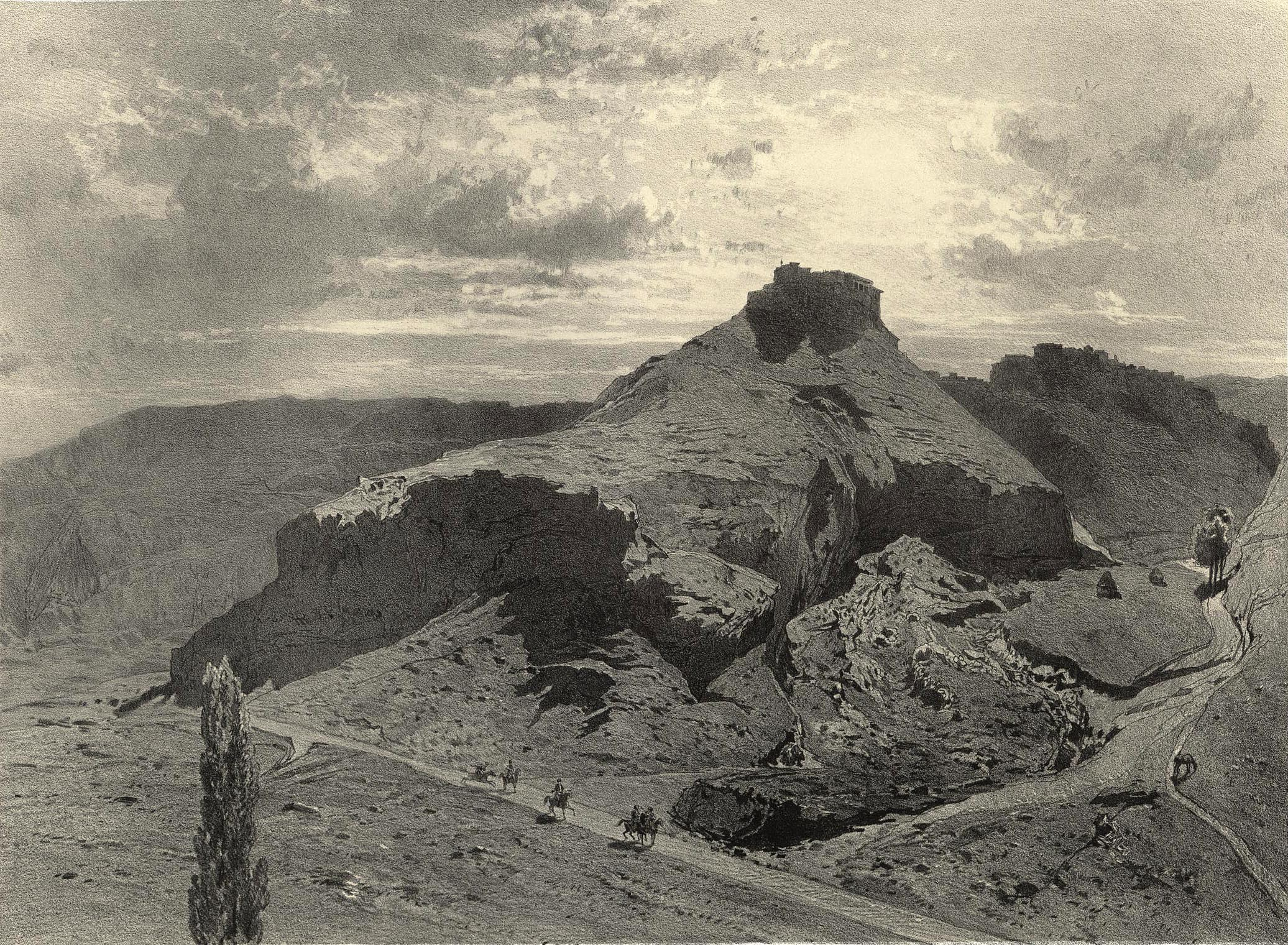
Акуша. Картина Григория Гагарина, 1847 г.

В 1827 году из-за старости кадий Зухум был освобождён по собственной просьбе, на должность акушинского кадия снова был назначен Мухаммад.
Имам Гази-Мухаммад писал письмо Мухаммад-кадию с пожеланием посетить Акушу с целью распространения шариата. Кадий ответил, что акушинский народ и так придерживаются шариатских законов, а прибытие имама в Акушу просил отложить. Аслан-Хан Кази-Кумухский в письме к российскому командованию писал, что акушинцы и цудахарцы примкнули к имаму. 500 цудахарцев с небольшим числом акушинцев участвовали в осаде Гази-Мухаммадом крепости Внезапной.
В 1832 году имам планировал организовать поход в Акушу и с помощью местных жителей пойти на Кайтаг, однако этого не случилось, и важную роль в этом сыграл Мухаммад-кади. Кадий считал бесперспективной борьбу имама против России, русские власти к нему лояльно относились, и он не хотел никаких перемен. Кадий объявил народу, что тех, кто не станет участвовать в противодействии Гази-Мухаммаду, наложат штраф 22 рубля, а на тех, кто примкнёт к имаму, наложат штраф в 44 рубля. Даже несмотря на это, имам Гази-Мухаммад всё же надеялся вдохновить акушинцев на борьбу. Он планировал идти к Акуше через Салты, но там его не пропустили. Тогда он повёл отряд на село Куппа, а его сподвижник Хамзат-бек — на Цудахар. Кадии Куппы и Цудахара приняли их. Тут стало известно, что Мухаммад-кади с ополчением приближается к ним. Гази-Мухаммад оставил сёла и отступил в Гергебиль. Кадий для сохранения единства союза решил не облагать штрафом куппинцев.
В 1833 году пророссийский хан Мехтулы Ахмет-хан в наказание жителей Гергебиля за принятие у себя имама Хамзат-бека отбил у них до 800 баранов. Хамзат, узнав об этом, со своими людьми явился в село, где у него случился конфликт с местными жителями. Завязалась масштабная перестрелка. В продолжение перестрелки прибыли Мухаммад-кадий и цудахарский кадий Аслан с небольшими отрядами. Акушинский кадий, помирив Хамзат-бека с жителями Гергебиля, отправился обратно к себе. Кадий спас имама из тяжёлого положения, где он мог бы погибнуть.
В 1834 году Хамзат-бек во главе 15-тысячного отряда занял село Куппа и потребовал от акушинцев и цудахарцев, чтобы они присоединились к нему, угрожая им в противном случае физическим истреблением. Предложение было отвергнуто. Произошло столкновение, в итоге которого Хамзат вынужден был отступить в Хунзах. За оказание Хамзату сопротивления Мухаммаду, Аслану и Зухуму были пожалованы русским командованием почётные собольи шубы и единовременно по 100 рублей серебром каждому.
В 1841 году в Андалале проходили антироссийские беспорядки. Несмотря на ожидания русского командования, Мухаммад не принимал никаких решительно средств для замирения восставших.
В 1842 году при движении имама Шамиля в Казикумух кадий Акуши с Аслан-кадием Цудахарским явились к царскому командованию с уверением их преданности. Однако при возвращении Шамиля из похода акушинцы предоставили ему свободный путь через свои земли. В конце года кадию был пожалован чин майора. В 1843 году Мухаммад получает письмо от Шамиля с просьбой не препятствовать продвижению его отряда, так как готовится поход в Средний Дагестан с целью вывоза местных жителей на земли Имамата по их желанию.

## Восстание Акуша-Дарго

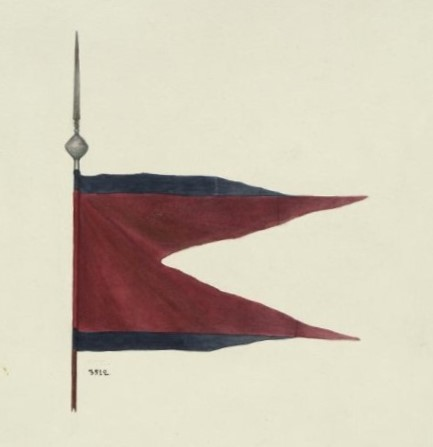
Знамя горцев Шамиля

Осенью 1843 года ополчение Акушинского и Цудахарского союзов приняло участие в походе имама Шамиля на Аварию. Акушинские ополченцы в числе до 3 000 собрались в селе Овали. Мухаммад отказался прибыть в Охли на встречу с российским генералом. 5 ноября прошёл совет акушинцев и цудахарцев в Хаджал-Махи, большинством голосов решили мюридов не принимать, однако общее волнение увлекло их под знамёна Шамиля. Впервые в источниках упоминается сын Мухаммада Абакар-Хаджи, который был послан к Шамилю. Имам пообещал акушинцам и цудахарцам всю добычу от взятия Гергебиля, а также направил их на штурм укрепления, 6 и 7 ноября штурмы проводились крупными скопищами с сильным ожесточением. После взятия Гергебиля Шамиль задержался в Дженгутае, где встретился в кадием Мухаммадом. 
8 ноября акушинское войско вышло на плато Тарки-Тау. Жители Тарки перешли на их сторону, и 10 числа войска вошли в Тарки и началась осада крепости Низовое. Шамхал бежал в Темир-Хан-Шуру. Ополченцы устремились к пристани. Захват, делёж и перевозка добычи заняли 3 дня. За это время русский гарнизон получил подкрепление. После отклонённого предложения Мухаммада-кади гарнизону сдаться пошли попытки штурма. 11 дней шла блокада, которую сорвал генерал-майор Фрейтаг, подошедший своим на помощь. Горцы отступили.
Восстание Акуша-Дарго наглухо отрезало Темир-Хан-Шуру от позиций в Южном Дагестане.

4 декабря 1843 года русское командование получает от Мухаммад-кадия письмо с требованием убрать царские войска из Дагестана.
Русский государь не имеет намерение завладеть Дагестаном по бедности здешнего края и неимению пользоносной руды, между тем, по возникшим тогда между нашими князьями и жителями спора и неудовольствия, обиженная из них часть просила у русского государя защиты, а потому войска русские пришли в Дагестан частями для подачи просителям помощи и через сие были построены здесь укрепления, с обложением здешних обывателей повинностями, которые жители не в состоянии были отбывать и вынуждены были прибегнуть под защиту имама Шамиля с обещанием твердо придерживаться шариату магометанского закона и невозвратно удалиться от русской службы; а потому теперь народ Дагестана решительным образом приготовился действовать против русских, согласно повелению бога. 
Наконец, теперь цель нашего желания состоит в том, что бы вы оставили Дагестан и возвратились в Россию, иначе беспрестанно и упорно будем продолжать с вами войну, до тех пор пока будем живы. В заключение же сего ожидаем на сие вашего ответа
29 декабря стало известно, что Мухаммад-кадий прибыл в Ая-махи, с отрядами занял сёла Кичи-Гамри, Мюрего, Бурдеки и Мамааул с намерением атаковать русский отряд в Каякенте. Он приказал башлинцам в случае отступления русских в Дербент занять для засады леса, через которые пролегает дорога из Каякента в Джемикент. Мухаммад с войсками переместился в Мекеги, башлынцы отправили семьи в горы, в селе остались только те, кто владеет оружием. 12 января башлынский Якша-кадий с отрядом присоединился к Мухаммаду. 13 числа они атаковали дербентский отряд, расположенный в Берикее. По русским данным, нападение горцев удалось отразить, те отступили в Джемикент. Послав казаков с правой стороны и вытеснив горцев из леса, генерал Ранненкампф атаковал тремя ротами само селение. Якша-кадий после упорного сопротивления оставил Джемикент и бежал в Башлы.
Зимой 1844 года Шамиль отправил письмо акушинцам с просьбой более активно участвовать в борьбе. Бывший кадий Зухум отговаривал Мухаммада от враждебных по отношению к России действий, напоминая ему о наказании 1819 года, но нынешний кадий его не послушал. В случае неудачи антироссийского восстания Мухаммад планировал переселиться в столицу Имамата Дарго.
В феврале 1844 Шамиль призывает ополчение из Акуши для присоединения к походу Магомеда-эфенди Гуйминского в Кайтаг. Во главе акушинского отряда пошёл сын Мухаммада Абакар-Хаджи.
15 марта 1844 года генерал Лидерс в своём письме к акушинцам и цудахарцам обвиняет тех в набеге на Шамхальское владение и попытку набега на Низовое укрепление. Далее он уговаривает жителей добровольно прекратить восстание и выдать зачинщиков Мухаммада и Аслан-кадия, в ином же случае последует жестокое наказание. В марте на равнинных кутанах начались аресты скота.
Началась подготовка к отражению похода царских войск на Акушу. Отряды Абакар-Хаджи, Мухаммад-кади и Аслан-кади подошли к Кадару. 2 июня 1844 года горцы заняли Кака-Шуру. 3 июня рано утром в 3-х верстах от Кака-Шуры на открытом поле случилось сражение. Несмотря на стратегические манёвры горцев, русский авангард выстоял. Горцы отошли в Кака-Шуру. Ночью они отошли к горам. Но русский отряд не был в состоянии атаковать. Из-за активизации чеченцев и салатавцев, часть отряда пришлось перебросить. Обе стороны накапливали силы.
Примерно в это же время Шамиль прибыл в Акуша с 4-х тысячной конницей и 10 наибами из Гимры. Имам остановился в доме кадия. В этом же доме состоялся съезд наибов Дагестана. Обсуждался вопрос о движении войск генералов Лидерса и Аргутинского к Акуша-Дарго.
Дойдя по позиций у Параула, русские внезапно узнали, что ополченцы оставили позиции и отступили к урминкой речке, а позже — к Левашам. Русские войска, придя в Леваши, обнаружили пустые сёла и принялись их разграблять и сжигать. Шамиль и Мухаммад-кади на совете решили не давать бой и отступить. Люди, жившие в округе (Леваши, Какамахи, Наскент и др.) переселились на земли Имамата. 25 июня отряд двинулся на Акушу. Шамиль так же сдал Акушу и отступил в Цудахар, видя неудачные для обороны позиции. Позже мюриды отступили к Салтам. Из-за военных неудач и требования покинуть родную землю акушинцы по большей части разочаровались в имаме. Акуша признала русскую власть.

## После восстания

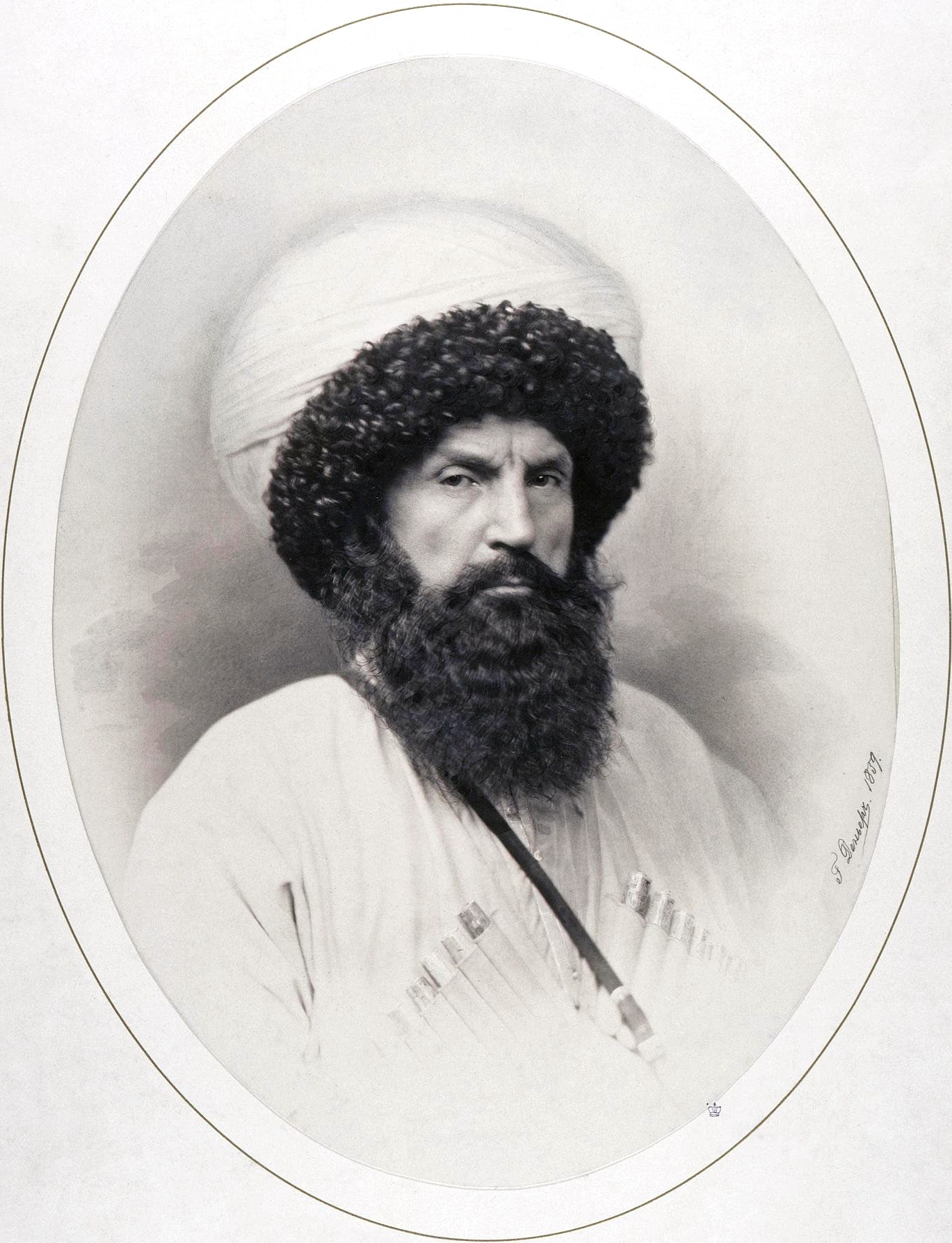
Шамиль

В Акушу был назначен приставом майор Оленич. Его задачей было удержать союз от дальнейших восстаний. Для этой цели он начал сближаться с правящей верхушкой. Ему понравился дочь Мухаммад-кадия, он пытался посвататься. Кадий в достойной форме отказал, объяснив, что мусульманка не может выйти за иноверца. Но Оленич был настойчив и не угомонился. Всё кончилось тем, что сын кадия — брат девушки — Иса в феврале 1845 года убил Оленича. Оба сына кадия — Иса и Абакар-Хаджи — ушли в Имамат к Шамилю. Такие волнения и опасения наказания русских властей подтолкнули жителей к Шамилю. По другим сведениям — майор был зарезан кадием, у которого нашли письмо, констатирующее его связи с Шамилем.
В то же время военные успехи мюридов вдохновляли их сторонников в акушинском обществе. Узнав об этом, русские отряды двинулись к Акуше, 5 марта они были уже в Наскенте. Кадий бежал из Акуши, боясь репрессий за убийство пристава. Но вскоре добровольно явился к русским. Его отправили в Тифлис, где он провёл недолгое время был возвращён в Акушу. Кадием был назначен Зухум.
В 1846 Шамиль одерживал стремительные победы, что оживляло его сторонников со всего Дагестана. Наблюдательные русские солдаты заметили, что в этом году подозрительно мало акушинцев отогнали скот на равнину, это свидетельствует о заговоре сторонников имама. Осенью Шамиль занял Кутиша, Хаджи-Мурат занял Уллу-ая. Захвачен был и Цудахар. Имам назначил в Цудахаре кадием Ису — сына Мухаммада. Шамиль снова побывал в Акуше, к нему туда явились делегаты со многих сёл Шамхальства. Зухум был взят в плен, но отпущен в силу возраста.
В 1847 Мухаммад-кадий занял враждебную к имаму Шамилю позицию, он написал ему письмо, где обвинял его в том, что он устроил в Дагестане бойню, разрешает убивать мусульман:
От Акушинского кадия Магомеда Шамилю божий салам и божья милость. Ты кажется сбился с пути мусульман-суннитов и попал на путь хаварижов. Ты творишь наибезобразнейшие из безобразных вещей, ты проявил самые плохие стороны по пути ислама, ты создал в Дагестане бойню, о которой уши бы не захотели слышать и с которой мысль людей не согласилась бы. Я не знаю, что тянет тебя к столь плохим действиям и что принуждает тебя идти на столь большие грехи. Ты разрешаешь убивать мусульман, проливать мусульманскую кровь, грабить их имущество, каковые вещи до сих пор запрещались. Путь мусульман, которому учили их на основе корана великие имамы, ты отвергнул, все что ты творишь противоречит правильной линии пророка мусульман, творить все тебя научает шайтан. Ты не пророк, посланный богом к людям для установления новых правил, бог лучше знает, кого назначить пророком, кого нет. Если ты себя считаешь проводником божьего дела и валием, то это возможная вещь, но обязанности валия заключаются в том, чтобы заботиться о своей личности, чтобы признавать своего имама и религию и чтобы вел себя умеренно. Ты не должен вмешиваться в народные дела. Давать народу наставления можно в том случае, если последствия этих наставлений не окажутся худшими, если же эти наставления вызывают среди народа беспорядки, то тогда народ нужно представить самому себе, распоряжаться им и еще больше ухудшать его положение нельзя. Тебе самому хорошо видно, что беспорядки в Дагестане, война и вражда, являются результатом твоих распоряжений. Дагестан не в силах воевать с русскими и изгнать их из Дагестана. Этого он не может даже в том случае, если все народы Дагестана душой и языком объединятся. Разве вы не видите, что сделали русские с самым главным имамом мусульман-турецким султаном, когда он вздумал воевать с ними? Ты видишь, что эти два сильных государства не смогли оборониться от русских, что они оба были побеждены, что они были вынуждены просить русского царя помириться, и русский царь, приняв их покорность, помирился с возложением на них тяжелых обязанностей. Мыслить же о том, что бессильные дагестанцы смогут изгнать русских из Дагестана, не приходится. Чем более обостряется вражда с русскими, тем больше мест отнимают они у дагестанцев; ты расстанься с той мыслью, что русские не смогут пробраться к нам по плохим дорогам и завладеть нашими высокими горами, ты не раз видел, что неприступные горы для русских оказываются легко доступными. Пишу тебе эти наставления ради твоего благополучия, желая избавить тебя от больших бедствий и направить тебя на выгодную сторону для тебя, и если ты их не примешь, то виновен будешь ты сам. Все, что пишу тебе, взято из научных книг, коих примерами доказана правильность всего того, что пишу. Привет.
Правил Мухаммад-кади союзом Акуша-Дарго до 1847 года, когда его сместили, а кадием назначили Шабан Зухума из Уллу-ая. 
Арестован в 1847 году и сослан русским командованием в Сибирь. Умер по пути в ссылку.

## Оценки правления
Его суть — сохранение равновесия и традиционного устройства Дагестана, который не должен исчезнуть, превратившись в одну из губерний империи либо унитарное теократическое государство. Мне кажется, политический идеал Магомед-кади можно упрощенно выразить известной формулой: "Живи и жить давай другим!" Нетрудно заметить, что его долголетняя политическая политика нейтралитета вполне соответствует и его линии в 1833 г. Но нести эту линию акушинскому кадию было нелегко: он балансировал между имамом и империей, стремившимися как раз не к сохранению традиционного лица Странцы гор, а к её необратимому изменению на свой образецПрофессор Расул Магомедов